# پیچ‌اناری
پیچ‌اناری (نام علمی: Campsis) نام یک سرده از تیره پیچ‌اناریان است.
پیچ‌اناری درختچه‌ای یا درختی کوچک معمولاً بالارونده با دو گونه که در مناطق گرمسیری و نیمه‌گرمسیری آسیا و آمریکای شمالی می‌رویند؛ گل‌های این گیاهان درشت با جام قیفی-استکانی و میوهٔ آنها به‌صورت پوشینهٔ بلند و شکوفاست.